# Quercus deserticola
Quercus deserticola är en bokväxtart som beskrevs av William Trelease. Quercus deserticola ingår i släktet ekar, och familjen bokväxter. Inga underarter finns listade.